# Imavere (commune)
Pour les articles homonymes, voir Imavere (homonymie).
Imavere (en estonien : Imavere vald) est une commune rurale d'Estonie située dans le comté de Järva. Elle s'étend sur 139 km2

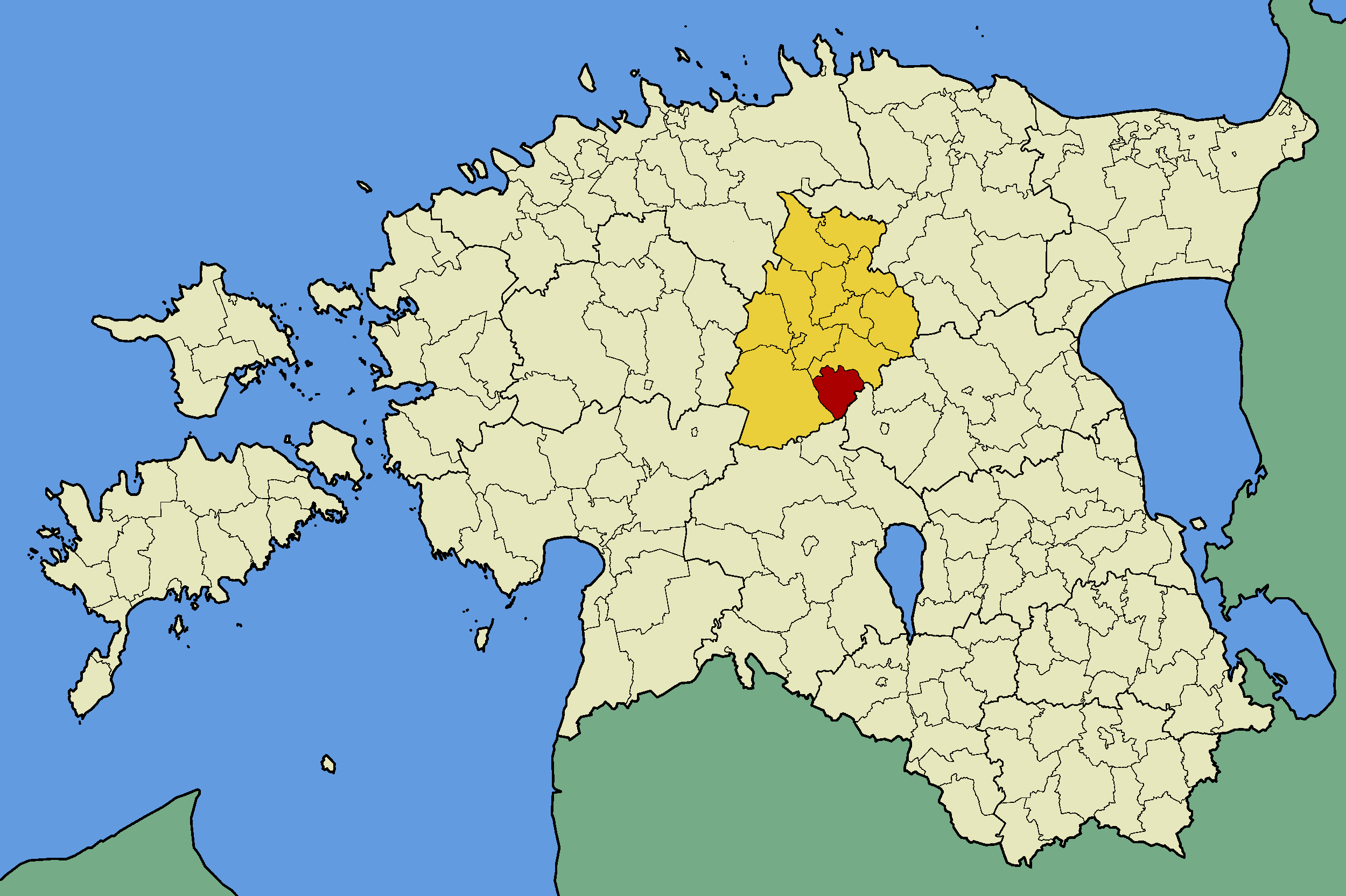
Commune de Imavere (rouge), dans le Comté de Järva (jaune).

et a 922 habitants(01/01/2012).

## Villages
La municipalité regroupe 13 villages :
Eistvere, Hermani, Imavere, Jalametsa, Järavere, Kiigevere, Käsukonna, Laimetsa, Puiatu, Pällastvere, Taadikvere, Tammeküla, Võrevere.